# Brodschirm 6 (Wetzlar)

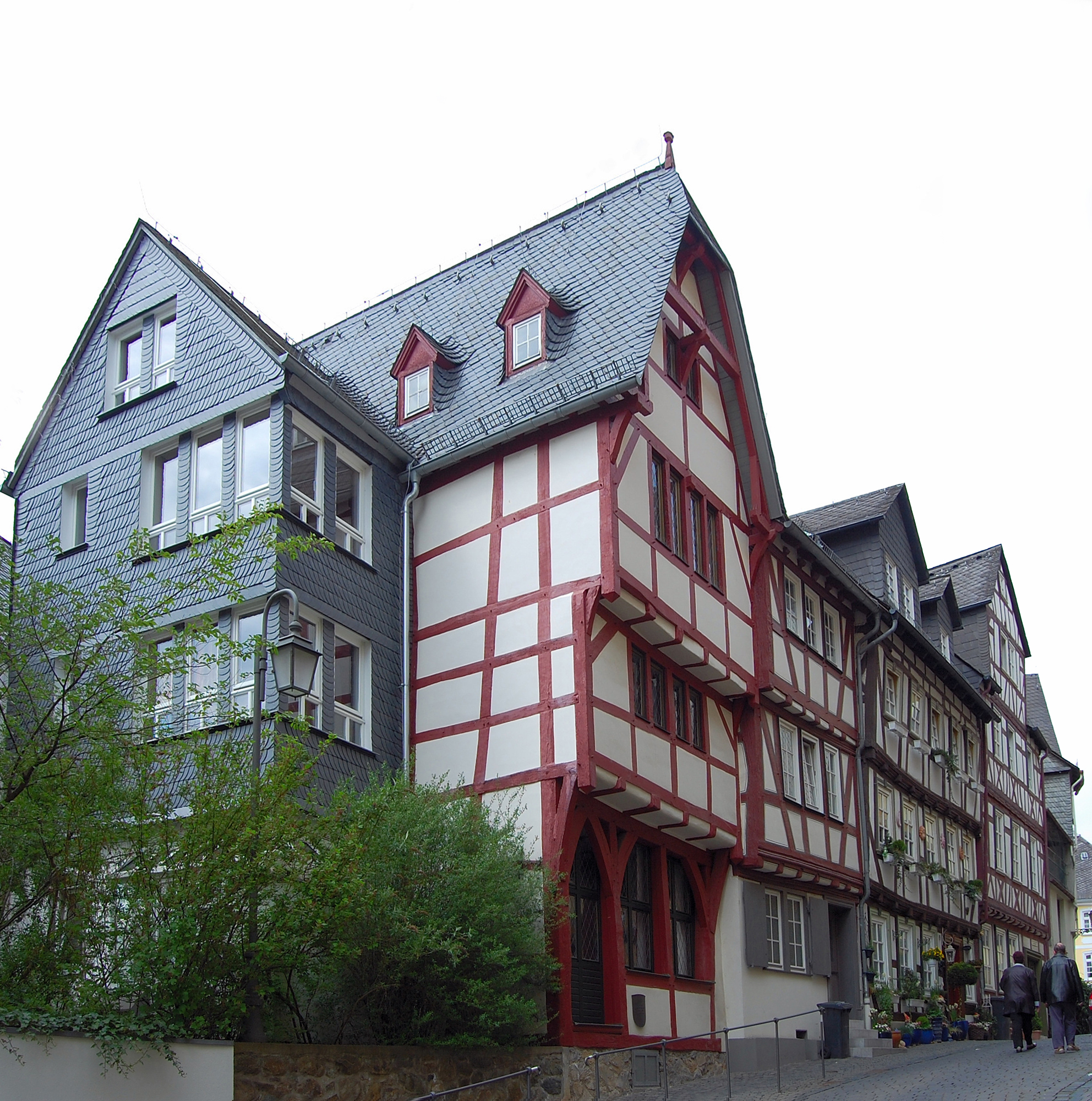
Ansicht des Fachwerkhauses Brodschirm 6

Das Gebäude Brodschirm 6 in der historischen Altstadt von Wetzlar wurde 1356 errichtet. Das in der Nähe des Wetzlarer Doms gelegene Fachwerkhaus ist ein geschütztes Baudenkmal.

## Beschreibung
Der dreigeschossige Wandständerbau mit Hängepfosten gilt als das älteste erhaltene bürgerliche Fachwerkhaus in Wetzlar. Das Gebäude dient Wohnzwecken und besteht aus zwei unterschiedlich alten Gebäudeteilen: Der markante linke Teil des Hauses wurde auf das Jahr 1356 datiert, während der rechte, traufständige Teil des Hauses im 17. Jahrhundert ergänzt wurde.
Der Bau zeigt die typische Bauweise des mittelalterlichen Fachwerks mit angeblatteten Kopfbändern, geblatteten Riegeln und Geschossvorkragungen auf leicht gekehlten Knaggen. 1986 wurde das Fachwerkhaus grundlegend restauriert.